# Pico Gaspar
Der Pico Gaspar ist ein 597 m hoher inaktiver Vulkan auf der Azoren-Insel Terceira. Er liegt in der Nähe des Sees Lagoa do Negro und der Vulkangrotte Gruta do Natal. Der Vulkan liegt auf dem Gemeindegebiet von Serreta.

## Geographie

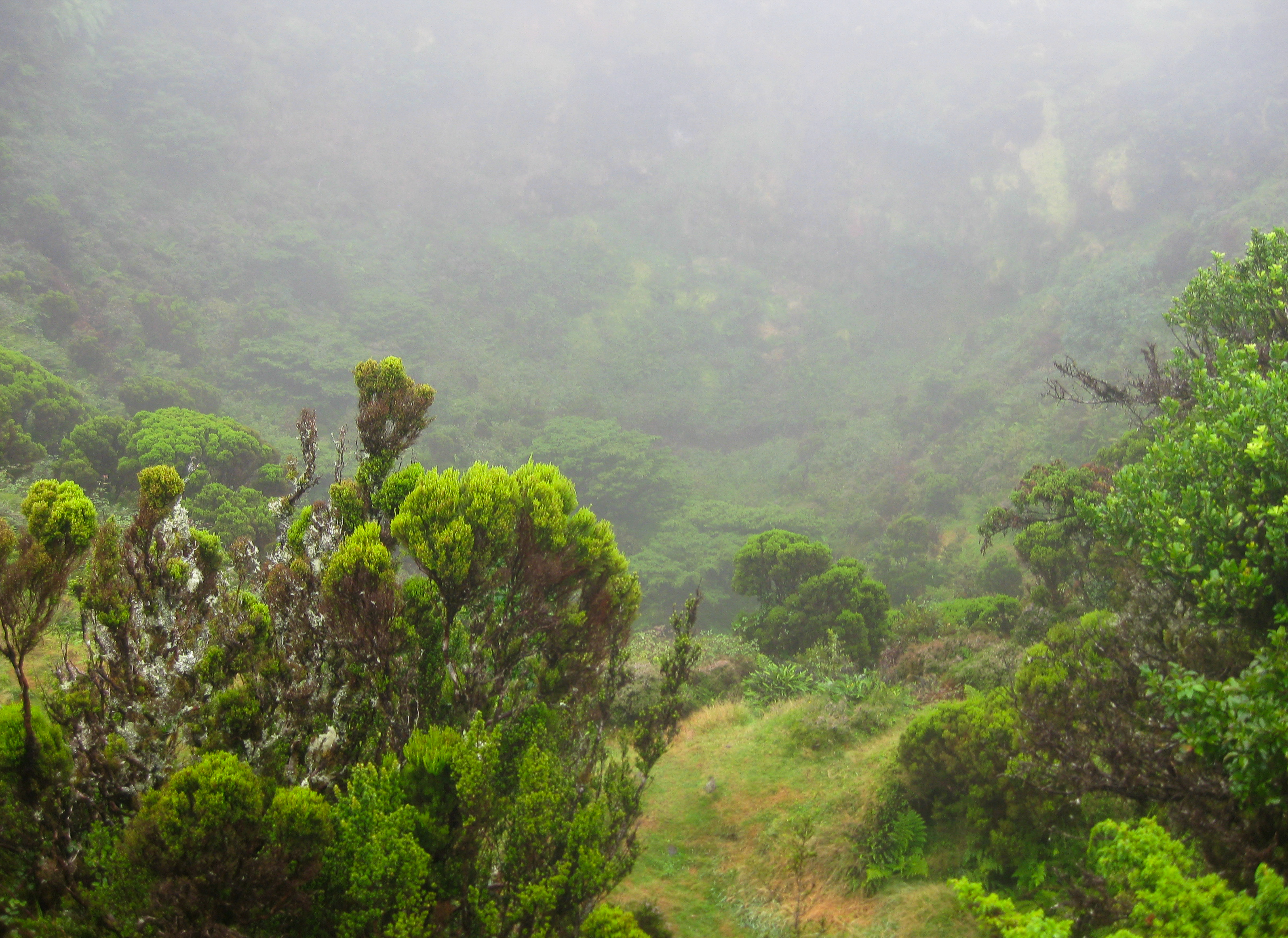
Flora in der Caldera des Pico Gaspar

Der monogenetischer Vulkan entstand aus einer Sekundäreruption der Serra de Santa Bárbara. Im Krater ist ein Makaronesischer Wald mit vielen endemischen Pflanzenarten.
In der Caldera finden sich unter anderem Juniperus brevifolia, Ilex perado subsp. azorica, Euphorbia stygiana und Cardamine caldeiranum.
Der Vulkankegel besteht aus Basaltschlacke, die bei dem einmaligen Ausbruchsereignis erstarrt ist und seitdem der Erosion ausgesetzt ist. Es wird geschätzt, dass der Pico Gaspar um das Jahr 1200 ausgebrochen ist.